# 达维尼亚克
达维尼亚克（法語：Davignac，法語發音：[daviɲak]）是法国科雷兹省的一个市镇，位于该省东北部，属于于塞勒区。

## 地理
达维尼亚克（45°29'6"N, 2°5'37"E）面积30.14 平方千米，位于法国新阿基坦大区科雷兹省，该省份为法国中南部省份，北起上维埃纳省和克勒兹省，西接多爾多涅省，南至洛特省，东临多姆山省和康塔爾省。
与达维尼亚克接壤的市镇（或旧市镇、城区）包括：昂布吕雅、博讷丰、莫萨克、梅马克、佩雷贝莱尔、苏代耶。

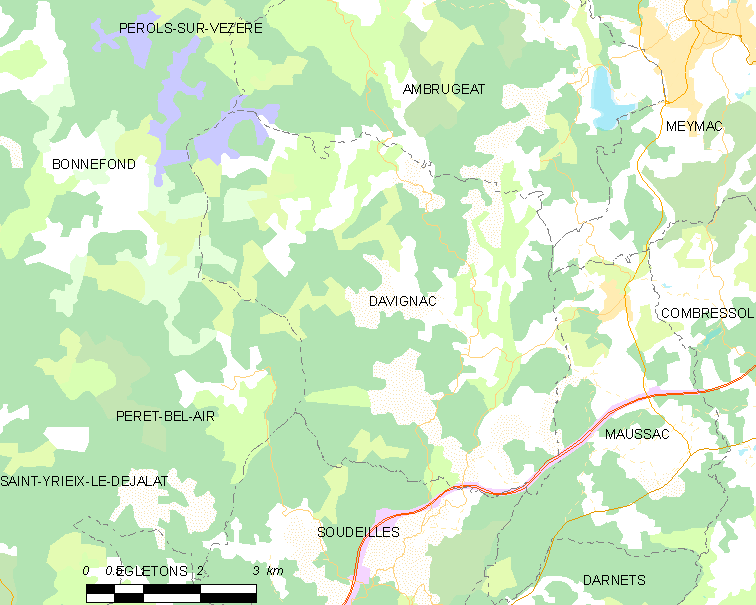
达维尼亚克的OSM定位图

达维尼亚克的时区为UTC+01:00、UTC+02:00（夏令时）。

## 行政
达维尼亚克的邮政编码为19250，INSEE市镇编码为19071。

## 政治
达维尼亚克所属的省级选区为米勒瓦什高原县。

## 人口

1962-2008年间达维尼亚克人口变化图示

达维尼亚克于2022年1月1日时的人口数量为233人。